# Víkingaklúbburinn
Víkingaklúbburinn – islandzki klub szachowy z siedzibą w Reykjavíku, pięciokrotny mistrz kraju.

## Historia
Klub został założony w 2007 roku. Pierwotnie głównym celem była gra w odmianę szachów – Vikingchess, jednak wystawiono również drużynę w szachach klasycznych. W 2012 roku zespół awansował do 1. deild. W inauguracyjnym sezonie w najwyższej lidze krajowej klub zdobył tytuł mistrzowski. W składzie drużyny znajdowali się wówczas Pawło Eljanow, Bartosz Soćko, Marcin Dziuba, Hannes Stefánsson, Stefán Kristjánsson, Björn Þorfinnsson, Magnús Örn Úlfarsson i Davíð Kjartansson. W 2013 roku zespół zadebiutował w Pucharze Europy. Islandzcy szachiści wygrali wówczas z Ippotisem Rodos, SC Eppingen i De Sprénger Echternach, zremisowali z Tammer-Shakki, a przegrali z Jugrą Chanty-Mansyjsk, Barbican Chess Club i SK Baden, w klasyfikacji końcowej zajmując 29. miejsce. W sezonie 2013/2014 klub obronił mistrzostwo Islandii. W kolejnych latach Víkingaklúbburinn zajmował odpowiednio siódme, szóste i czwarte miejsce w lidze. W 2017 roku po raz drugi klub wystawił drużynę w Pucharze Europy, ponownie uzyskując 29. pozycję. W sezonie 2017/2018 zespół zdobył mistrzostwo kraju. W Pucharze Europy klub został sklasyfikowany na 44. miejscu. W 2019 roku Víkingaklúbburinn obronił krajowy tytuł i zajął 39. pozycję w Pucharze Eurpoy. W sezonie 2019/2021 klub zdobył trzeci z rzędu tytuł mistrza Islandii. Rywalizację w Pucharze Europy ukończono na 20. miejscu. W sezonie 2021/2022 klub zajął trzecie miejsce w krajowej lidze, ulegając Taflfélag Reykjavíkur i Taflfélag Garðabæjar, natomiast w Pucharze Europy był 26. W 2023 roku zespół zdobył wicemistrzostwo Islandii. W Pucharze Europy klub uzyskał 17. pozycję, wygrywając pięć spotkań (z ŠK Prilep, Jyväs-Shakki, SA Chania, Lunds ASK i ŠK Modra) i przegrywając dwa (z Göktürk Satranç SK i SG Riehen). W 2024 roku zespół uzyskał trzecie miejsce w mistrzostwach Islandii oraz 51. w Pucharze Europy.

## Arcymistrzowie w historii klubu
- Jón Árnason[23]
- Marcin Dziuba[4]
- Pawło Eljanow[4]
- Grzegorz Gajewski[4]
- Luís Galego[24]
- Jóhann Hjartarson[23]
- Artur Jakubiec[25]
- Stefán Kristjánsson[4]
- Aloyzas Kveinys[23]
- Michał Olszewski[26]
- Zbigniew Pakleza[27]
- Bartosz Soćko[4]
- Hannes Stefánsson[4]
- Bragi Þorfinnsson[28]
- Frode Urkedal[29]
- Simon Williams[29]